# Alfred Russel Wallace
Alfred Russel Wallace (Llanbadoc, 8 gennaio 1823 – Broadstone, 7 novembre 1913) è stato un naturalista, geografo, biologo, esploratore e antropologo britannico.
Formulò la teoria dell'evoluzione assieme a Charles Darwin.

## Vita e scoperte
Ottavo di nove fratelli, Alfred Russel Wallace nacque a Llanbadoc, in Galles, da una famiglia di umili condizioni. A 14 anni dovette abbandonare gli studi per motivi economici. Autodidatta, fece dapprima per alcuni anni l'agrimensore in Galles, in compagnia del fratello William, sviluppando un interesse per la botanica, e in seguito il maestro di scuola nella città di Leicester. In questo periodo segue un eclettico percorso di acculturazione che lo porta a leggere, tra gli altri, il resoconto dei viaggi di Alexander von Humboldt, il Saggio sul principio della popolazione di Malthus e i resoconti del diario tenuto da Darwin nel suo primo viaggio a bordo del Beagle, tutte opere che influenzeranno gli anni successivi della sua vita. Ma l'opera che per sua stessa ammissione lo stimolò più di tutte allo studio dell'evoluzione fu Vestiges of the Natural History of Creation, un libro pubblicato anonimo nel 1844, scritto da Robert Chambers, divenuto un vero e proprio best seller nell'epoca vittoriana, in cui si proponeva una visione evoluzionista ante-litteram della origine e dello sviluppo della vita sulla terra.

### Spedizione in Amazzonia
Nel 1848 intraprese, insieme all'entomologo Henry Walter Bates una spedizione in Amazzonia. Per mantenersi economicamente raccoglieva esemplari naturalistici (insetti, uccelli, ecc.) che inviava a Londra all'agente Samuel Stevens, per essere venduti a musei o a collezionisti privati. Nel bacino del Rio delle Amazzoni, dove rimase fino al 1852, compì estese osservazioni biogeografiche che lo porteranno, alcuni anni dopo, a concepire l'idea dell'evoluzione delle specie. Nell'agosto del 1852, durante il viaggio di ritorno in Gran Bretagna, un incendio colpì la nave su cui viaggiava, causando la distruzione dei diari e di buona parte dei disegni, degli appunti e degli esemplari naturalistici raccolti nei quattro anni di lavoro in Brasile.

### Spedizione nell'arcipelago malese
Su richiesta di James Brooke, rajah di Sarawak, Wallace intraprese un nuovo viaggio nel 1854, approdando nell'agosto a Singapore e da qui dando inizio, con ogni tipo di imbarcazione, a un viaggio durato otto anni nell'arcipelago indo-malese, nel corso del quale ebbe modo di visitare Sumatra, Giava, Bali, Lombok, Borneo, Celebes, Ternate, la penisola di Vogelkop in Nuova Guinea e l'isola di Komodo.
Nel 1855, mentre si trovava nel Borneo, scrisse il saggio Sulla legge che ha regolato l'introduzione di nuove specie (On the Law Which Has Regulated the Introduction of New Species), in cui espose le sue idee evoluzioniste, suggerendo dove e quando possono nascere nuove specie, senza però trovare il meccanismo alla base dell'evoluzione. Di questi viaggi diede accurata descrizione nel suo saggio, e opera più celebre, L'arcipelago malese, pubblicato in due volumi nel 1869.

### La selezione naturale e i rapporti con Darwin

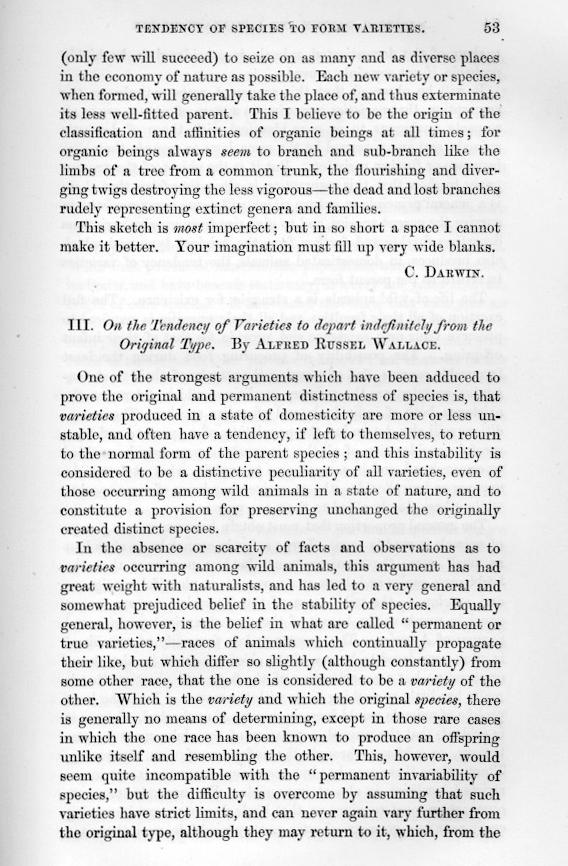

Pochi anni dopo (nel 1858), Wallace intuì che la selezione naturale poteva essere il tanto cercato meccanismo responsabile della modificazione degli organismi viventi e della comparsa di nuove specie, ossia dell'evoluzione. Espose immediatamente le proprie idee in un breve articolo (On the Tendency of Varieties to Depart Indefinitely From the Original Type) che spedì da Ternate a Charles Darwin per un giudizio. Quest'ultimo, impressionato e turbato dall'incredibile somiglianza esistente tra l'ipotesi di Wallace e la propria teoria alla quale stava lavorando da vent'anni, inviò a Charles Lyell il manoscritto ricevuto, ritenendolo degno di pubblicazione. Su invito di Lyell e Hooker, Darwin accettò di pubblicare, insieme all'importante articolo di Wallace, alcuni estratti dei propri scritti inediti. La lettura pubblica dell'articolo congiunto di Darwin e Wallace, avvenuta il 1º luglio 1858 alla Linnean Society, rappresentò l'enunciazione ufficiale della teoria della selezione naturale al consesso del mondo scientifico. L'anno successivo, spronato dall'articolo di Wallace, Darwin si decise a pubblicare un ampio "riassunto" del proprio lavoro ventennale, inviando all'editore Murray di Londra L'origine delle specie (1859).

### La Linea di Wallace
A Wallace si deve inoltre l'individuazione di una linea "invisibile" di discontinuità biologica nel sud-est asiatico, linea che Thomas Huxley battezzerà in seguito Linea di Wallace. Descrivendo tale confine bio-geografico, Wallace riuscì a dare una ragione delle strane differenze faunistiche che a volte si incontrano comparando faune in aree geografiche adiacenti. La diversa storia geologica dell'area indo-malese e dell'area australiana deve essere considerata responsabile dell'evoluzione indipendente delle rispettive faune. Per questo lavoro, Wallace viene considerato uno dei più illustri fondatori della biogeografia.

### Attivismo sociale
Wallace non fu però soltanto un naturalista teorico e pratico. Personalità controversa, si interessò con indomita passione anche di problemi sociali e politici: tra le tante campagne che Wallace intraprese e sostenne con convinzione attraverso le pagine di pamphlet, riviste e giornali, si ricordano, per il particolare impegno che vi profuse, quella per la nazionalizzazione delle terre e quella contro la vaccinazione antivaiolosa obbligatoria. Tentò anche un'analisi critica delle cause della guerra e della disoccupazione, nell'ingenua speranza che si potesse trovare un modo per porvi definitivamente rimedio.
Fu infine uno spiritualista, membro della Società teosofica,  e uno spiritista convinto; nonostante fosse sicuro che la selezione naturale avesse giocato, e giocasse ancora, un ruolo chiave nell'evoluzione degli organismi viventi, non si sentì mai di estendere tale meccanismo materialistico allo sviluppo delle facoltà intellettive e morali dell'uomo. In tale ambito avrebbero agito, secondo lui, nuove forze spirituali ancora ignote, quantunque non invisibili, come "testimoniavano" le apparizioni degli spiriti e certi fenomeni arcani che avvenivano durante le sedute spiritiche.
Morì a Broadstone, nel Dorset, il 7 novembre 1913, all'età di 90 anni; oggi riposa nel cimitero della stessa cittadina.

## Opere

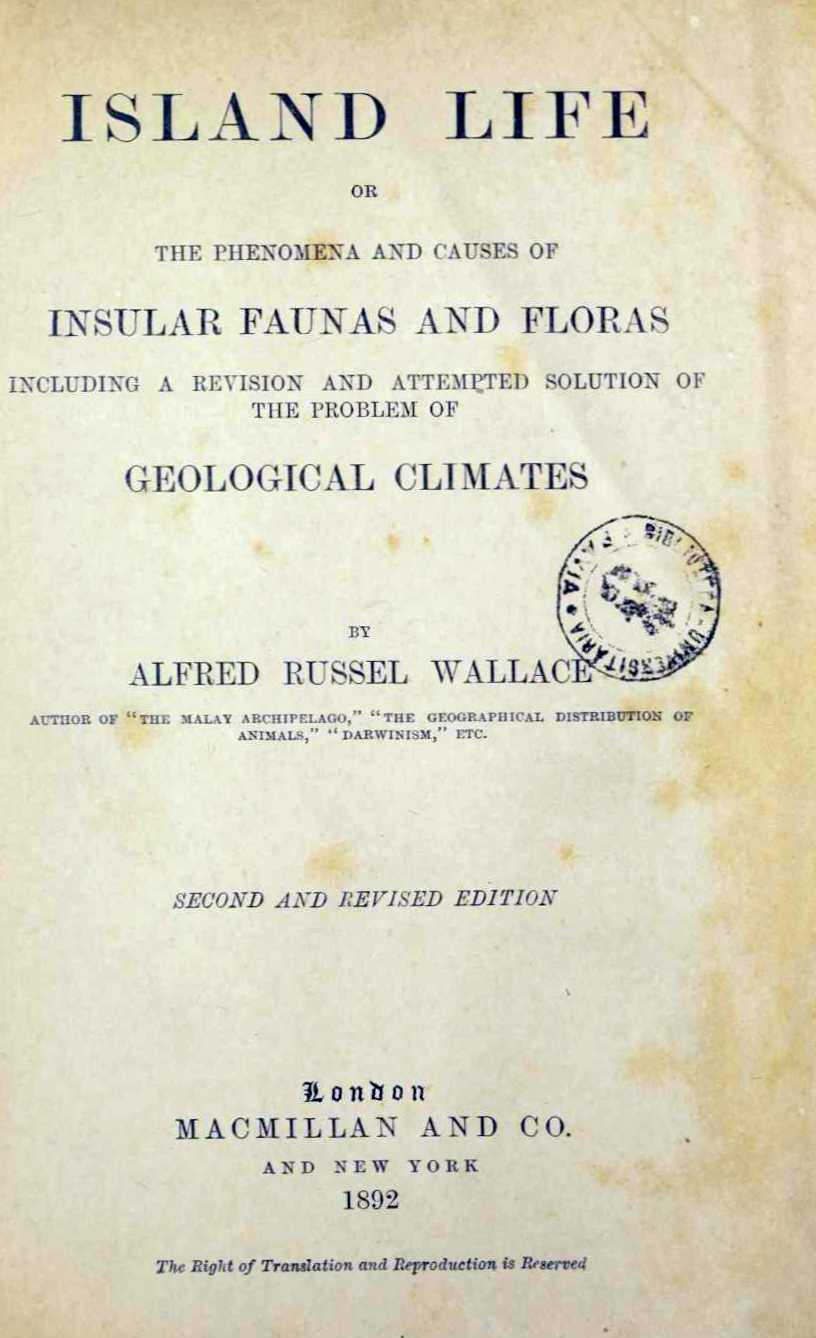
Island life, 1892

Prime edizioni dei libri di Alfred Russel Wallace
- Palm trees of the Amazon and their uses, John Van Voorst, London, 1853.
- A Narrative of travels on the Amazon and Rio Negro, with an account of the native tribes, and observations on the climate, geology, and natural history of the Amazon.
- The Malay Archipelago; the land of the orang-utan and the bird of paradise; a narrative of travel with studies of man and nature, 2 voll. Macmillan & Co., London & New York, 1869.
- Contributions to the theory of natural selection. A series of essays, Macmillan & Co., London & New York, 1870.
- On miracles and modern spiritualism, Three Essays, London, James Burns, 1875.
- The geographical distribution of animals; with a study of the relations of living and extinct faunas as elucidating the past changes of the Earth's surface, 2 voll., Macmillan & Co., London & New York, 1876.
- Tropical nature and other essays, Macmillan & Co., London & New York, 1878.
- Australasia (Edited and extended by Alfred R. Wallace, with Ethnological Appendix by A. H. Keane). Stanford's Compendium of Geography and Travel, Edward Stanford, London, 1879.
- Island life, or the phenomena and causes of insular faunas and floras, including a revision and attempted solution of the problem of geological climates, Macmillan & Co., London & New York, 1880.
- Land nationalisation, its necessity and its aims, being a comparison of the system of landlord and tenant with that of occupying ownership in their influence on the well-being of the people, Trübner & Co., London, 1882.
- Bad times: an essay on the present depression of trade, tracing it to its sources in enormous foreign loans, excessive war expenditure, the increase of speculation and of millionaires, and the depopulation of the rural districts; with suggested remedies, Macmillan & Co., London & New York, 1885.
- Darwinism, an exposition of the theory of natural selection with some of its applications, Macmillan & Co., London & New York, 1889.
- Natural selection and tropical nature. Essays on descriptive and theoretical biology, Macmillan & Co., London & New York, 1891.
- The wonderful century, its successes and its failures, Swan Sonnenschein & Co., London, 1898.
- Studies scientific and social, 2 voll., Macmillan & Co., London, 1900.
- Man's place in the Universe; a study of the results of scientific research in relation to the unity or plurality of worlds, Chapman & Hall, London, 1903. (Edizione italiana: Il posto dell'uomo nell'universo; traduzione dall'inglese di Dante Leonardi [Pseudonimo di Giacomo Lo Forte] - Milano; Palermo; Napoli: Sandron, 1906.
- My life, a record of events and opinions, 2 voll., Chapman & Hall, London, 1905.
- Is Mars habitable? a critical examination of professor Percival Lowell's book ‘Mars and its canals’, with an alternative explanation, Macmillan & Co., London & New York, 1907.
- Notes of a botanist on the Amazon and Andes (original material by Richard Spruce, ‘Edited and condensed by Alfred Russel Wallace’). 2 voll., Macmillan & Co., London & New York, 1908.
- The world of life; a manifestation of creative power, directive mind and ultimate purpose, Chapman & Hall, London, 1910.
- Social environment and moral progress, Cassell & Co., London, 1913.
- The revolt of democracy, Cassell & Co., London, 1913.

Altre edizioni
- (FR) Sélection naturelle, Paris, Reinwald, 1872.
- (EN) Darwinism, London, Macmillan, 1889.
- (FR) Darwinism, Paris, Lecrosnier & Babé, 1891.
- (EN) Island life, London, Macmillan, 1892.
- (EN) My life, London, Chapman & Hall, 1908.